# إلياس جيمس مانينغ
إلياس جيمس مانينغ (بالإنجليزية: Elias James Manning)‏ هو كاهن كاثوليكي أمريكي، ولد في 14 أبريل 1938 في تروي في الولايات المتحدة، وتوفي في 13 أكتوبر 2019.